# Jean-Jacques Glassner
Jean-Jacques Glassner (Bischwiller, 1944) è uno storico francese.
È uno specialista del mondo mesopotamico e della scrittura cuneiforme.

## Biografia
È stato nel corso dei suoi studi all'Università di Parigi I (la Sorbona) che si dedicò all'Assiriologia.
Successivamente ha insegnato in varie università: a Ginevra, Poitiers, Strasburgo e a Gerusalemme. È professore all'Ecole des Hautes Etudes en Sciences Sociales (EHESS) ed è direttore della ricerca al CNRS, dove dirige l'Unità di Archeologia e Scienze dell'Antichità a Nanterre.
La sua ricerca si è concentrata essenzialmente sulla scrittura cuneiforme. Una delle sue opere maggiori è la pubblicazione nel 2006 della versione francese del Dizionario Archeologico della Bibbia (edito da Hazan).

## Opere
- (FR) Jean-Jacques Glassner, La Chute d'Akkadé. L'événement et sa mémoire, in Syria. Archéologie, Art et histoire, vol. 67, n. 1, Berlino, Berliner Bei-tràge zum Vorderen Orient, 1990,  pp. 208-210. URL consultato il 1º aprile 2022.
- (FR) Jean-Jacques Glassner, Chroniques mésopotamiennes, Les Belles Lettres, 1993, ISBN 2-251-33918-3, OCLC 300044036. URL consultato il 1º aprile 2022.
- (FR) Jean-Jacques Glassner, Écrire à Sumer. L'invention du cunéiforme, Parigi, Éditions du Seuil, 2000.
- (FR) Jean-Jacques Glassner, La Mésopotamie, Parigi, Les Belles Lettres, 2002.
- (FR) Jean-Jacques Glassner, La Tour de Babylone. Que reste-t-il de la Mésopotamie ?, Parigi, Éditions du Seuil, 2003.
- (FR) Jean-Jacques Glassner (a cura di), Dictionnaire archéologique de la Bible, Abraham Negev e Shimon Gibson curatori dell'edizione in lingua inglese Archaeological encyclopedia of the Holy land; traduttori Marianne e Nicolas Véron; fotografie di Zev Radovan e Erich Lessing, Parigi, Hazan, 2006, ISBN 2-85025-907-1.
- (FR) Jean-Jacques Glassner, Essai pour une définition des écritures, Parigi, L'Homme, 2009.
- (FR) Jean-Jacques Glassner, Le devin historien en Mésopotamie, 2019, ISBN 978-90-04-39006-5, OCLC 1083547656. URL consultato il 1º aprile 2022.